# Strathdee (Whiskybrennerei)
Strathdee war eine Whiskybrennerei in Aberdeen, Schottland. Der erzeugte Brand war somit der Whiskyregion Highlands zuzuordnen. Strathdee gehörte neben Bon Accord und Devanha zu den überregional bedeutenden Whiskybrennereien in Aberdeen.

## Geschichte
Henry Ogg gründete die Brennerei im Jahre 1821. Ihm folgte sein gleichnamiger Sohn nach, der den Betrieb bis zur Übernahme durch David Walker im Jahre 1895 leitete. Train & McIntyre erwarben den Betrieb 1925 und legten ihn um 1942 still. Die Gebäude wurden zwischenzeitlich niedergerissen, sodass heute keine Spuren der ehemaligen Brennerei mehr verblieben sind.
Als Alfred Barnard im Rahmen seiner bedeutenden Whiskyreise im Jahre 1886 die Brennerei besuchte, verfügte sie über eine jährliche Produktionskapazität von etwa 55.000 Gallonen. Es standen zwei Grobbrandblasen (Wash Stills) mit Kapazitäten von 2544 beziehungsweise 2150 Gallonen zur Verfügung. Hinzu kam eine Feinbrandblase (Spirit Still) mit einer Kapazität von 1770 Gallonen.

## Weiterführende Informationen
- Informationen zur Brennerei bei scotlandsplaces.gov.uk
- M. S. Moss, J. R. Hume: The making of Scotch whisky, James & James, 1981.